# Бармінська
Ба́рмінська (рос. Барминская) — присілок у складі Лузького району Кіровської області, Росія. Входить до складу Лузького міського поселення.
Населення становить 1 особа (2010, 10 у 2002).
Національний склад станом на 2002 рік — росіяни 90 %.